# Murto-Telmo
Murto-Telmo är en ö i Finland. Den ligger i sjön Orivesi och i kommunen Libelits i den ekonomiska regionen  Joensuu ekonomiska region  och landskapet Norra Karelen, i den sydöstra delen av landet, 300 km nordost om huvudstaden Helsingfors. Öns area är 18,3 hektar och dess största längd är 1 kilometer i sydöst-nordvästlig riktning.